# Коляскин Олександр Миколайович
Олександр Миколайович Коляскін (9 вересня 1952 - 2001) — радянський тенісист, майстер спорту міжнародного класу, чемпіон СРСР 1979 року в чоловічому парному розряді , чемпіон України, чемпіон Європи, призер Спартакіади народів СРСР у складі команди Української РСР. Жив в місті Донецьку.

## Біографія
Сім'я: дружина - Коляскина Ірина, дочка - Коляскина Оксана, онуки - Єва і Олександра. Тренером Олександра Коляскина був Володимир Наумович Камельзон . На честь Олександра Коляскина в Донецьку проводиться професійний чоловічий тенісний турнір « Меморіал Олександра Коляскина» .